# ミラン・ホルヴァート
ミラン・ホルヴァート（Milan Horvat、1919年7月28日- 2014年1月1日）は、クロアチアの指揮者。

## 経歴
イーゴリ・マルケヴィッチに師事。1953年から1961年までアイルランド国立交響楽団の首席指揮者を、1969年から1975年まではウィーン放送交響楽団の初代首席指揮者を務めた。晩年はベルリン放送交響楽団、スイス・ロマンド管弦楽団、コペンハーゲン・フィルハーモニー管弦楽団などヨーロッパ各地のオーケストラに客演していた。また1985年よりザグレブ・フィルハーモニー管弦楽団の終身名誉首席指揮者となっていた。
1997年から2000年には、グラーツ交響楽団の首席指揮者を務めた。教育者としては1975から1989にはグラーツ音楽大学で指揮法を教えていて、教え子にはファビオ・ルイージもいた。
2014年1月1日にインスブルックで没。

## 演奏・録音について
また幽霊指揮者名義での演奏を実際に指揮している一人として知られているが、デッカ・レコードやフィリップス・レコード、ドイツ・グラモフォンからの録音もある。